# For the Lions
For the Lions är ett coveralbum av det amerikanska hardcorepunkbandet Hatebreed. Det gavs ut i maj 2009 på Koch Records i USA och på Century Media Records i Europa.
På albumet tolkar Hatebreed låtar av artister som inspirerat dem, däribland Slayer, Metallica, Suicidal Tendencies, Misfits och Sepultura.
Albumet nådde plats 58 på Billboard-listan.
For the Lions var bandets första fullängdsalbum med leadgitarristen Wayne Lozinak, som tidigare spelat på bandets EP Under the Knife. Cirka fem månader senare släpptes Hatebreeds nästa, självbetitlade studioalbum.
Musikvideor spelades in till "Ghosts of War" och "Thirsty and Miserable".

## Låtlista (originalartist inom parentes)
1. "Ghosts of War" (Slayer) – 4:00
2. "Suicidal Maniac" (Suicidal Tendencies) – 3:06
3. "Escape" (Metallica) – 4:38
4. "Hatebreeders" (Misfits) – 2:51
5. "Set It Off" (Madball) – 2:37
6. "Thirsty and Miserable" (Black Flag) – 2:21
7. "All I Had (I Gave)" (Crowbar) – 3:15
8. "Your Mistake" (Agnostic Front) – 1:43
9. "I'm In Pain" (Obituary) – 4:11
10. "It's the Limit" (Cro-Mags) – 1:40
11. "Refuse/Resist" (Sepultura) – 3:07
12. "Supertouch/Shitfit" (Bad Brains) – 2:21
13. "Evil Minds" (Dirty Rotten Imbeciles) – 0:57
14. "Shut Me Out" (Sick of It All) – 2:14
15. "Sick of Talk" (Negative Approach) – 0:38
16. "Life Is Pain" (Merauder) – 3:21
17. "Hear Me" (Judge) – 1:54
18. "Boxed In" (Subzero) – 2:59

## Medverkande

### Musiker
- Jamey Jasta – sång
- Wayne Lozinak – leadgitarr
- Frank Novinec – rytmgitarr
- Chris Beattie – basgitarr
- Matt Byrne – trummor